# 1949 год
1949 (ты́сяча девятьсо́т со́рок девя́тый) год  по григорианскому календарю — невисокосный год, начинающийся в субботу. Это 1949 год нашей эры, 9‑й год 5‑го десятилетия XX века 2‑го тысячелетия, 10‑й год 1940‑х годов. Он закончился 76 лет назад.
| Пн | Вт | Ср | Чт | Пт | Сб | Вс |
|    |    |    |    |    | 1  | 2  |
| 3  | 4  | 5  | 6  | 7  | 8  | 9  |
| 10 | 11 | 12 | 13 | 14 | 15 | 16 |
| 17 | 18 | 19 | 20 | 21 | 22 | 23 |
| 24 | 25 | 26 | 27 | 28 | 29 | 30 |
| 31 |    |    |    |    |    |    |

| Пн | Вт | Ср | Чт | Пт | Сб | Вс |
|    | 1  | 2  | 3  | 4  | 5  | 6  |
| 7  | 8  | 9  | 10 | 11 | 12 | 13 |
| 14 | 15 | 16 | 17 | 18 | 19 | 20 |
| 21 | 22 | 23 | 24 | 25 | 26 | 27 |
| 28 |    |    |    |    |    |    |

| Пн | Вт | Ср | Чт | Пт | Сб | Вс |
|    | 1  | 2  | 3  | 4  | 5  | 6  |
| 7  | 8  | 9  | 10 | 11 | 12 | 13 |
| 14 | 15 | 16 | 17 | 18 | 19 | 20 |
| 21 | 22 | 23 | 24 | 25 | 26 | 27 |
| 28 | 29 | 30 | 31 |    |    |    |

| Пн | Вт | Ср | Чт | Пт | Сб | Вс |
|    |    |    |    | 1  | 2  | 3  |
| 4  | 5  | 6  | 7  | 8  | 9  | 10 |
| 11 | 12 | 13 | 14 | 15 | 16 | 17 |
| 18 | 19 | 20 | 21 | 22 | 23 | 24 |
| 25 | 26 | 27 | 28 | 29 | 30 |    |

| Пн | Вт | Ср | Чт | Пт | Сб | Вс |
|    |    |    |    |    |    | 1  |
| 2  | 3  | 4  | 5  | 6  | 7  | 8  |
| 9  | 10 | 11 | 12 | 13 | 14 | 15 |
| 16 | 17 | 18 | 19 | 20 | 21 | 22 |
| 23 | 24 | 25 | 26 | 27 | 28 | 29 |
| 30 | 31 |    |    |    |    |    |

| Пн | Вт | Ср | Чт | Пт | Сб | Вс |
|    |    | 1  | 2  | 3  | 4  | 5  |
| 6  | 7  | 8  | 9  | 10 | 11 | 12 |
| 13 | 14 | 15 | 16 | 17 | 18 | 19 |
| 20 | 21 | 22 | 23 | 24 | 25 | 26 |
| 27 | 28 | 29 | 30 |    |    |    |

| Пн | Вт | Ср | Чт | Пт | Сб | Вс |
|    |    |    |    | 1  | 2  | 3  |
| 4  | 5  | 6  | 7  | 8  | 9  | 10 |
| 11 | 12 | 13 | 14 | 15 | 16 | 17 |
| 18 | 19 | 20 | 21 | 22 | 23 | 24 |
| 25 | 26 | 27 | 28 | 29 | 30 | 31 |

| Пн | Вт | Ср | Чт | Пт | Сб | Вс |
| 1  | 2  | 3  | 4  | 5  | 6  | 7  |
| 8  | 9  | 10 | 11 | 12 | 13 | 14 |
| 15 | 16 | 17 | 18 | 19 | 20 | 21 |
| 22 | 23 | 24 | 25 | 26 | 27 | 28 |
| 29 | 30 | 31 |    |    |    |    |

| Пн | Вт | Ср | Чт | Пт | Сб | Вс |
|    |    |    | 1  | 2  | 3  | 4  |
| 5  | 6  | 7  | 8  | 9  | 10 | 11 |
| 12 | 13 | 14 | 15 | 16 | 17 | 18 |
| 19 | 20 | 21 | 22 | 23 | 24 | 25 |
| 26 | 27 | 28 | 29 | 30 |    |    |

| Пн | Вт | Ср | Чт | Пт | Сб | Вс |
|    |    |    |    |    | 1  | 2  |
| 3  | 4  | 5  | 6  | 7  | 8  | 9  |
| 10 | 11 | 12 | 13 | 14 | 15 | 16 |
| 17 | 18 | 19 | 20 | 21 | 22 | 23 |
| 24 | 25 | 26 | 27 | 28 | 29 | 30 |
| 31 |    |    |    |    |    |    |

| Пн | Вт | Ср | Чт | Пт | Сб | Вс |
|    | 1  | 2  | 3  | 4  | 5  | 6  |
| 7  | 8  | 9  | 10 | 11 | 12 | 13 |
| 14 | 15 | 16 | 17 | 18 | 19 | 20 |
| 21 | 22 | 23 | 24 | 25 | 26 | 27 |
| 28 | 29 | 30 |    |    |    |    |

| Пн | Вт | Ср | Чт | Пт | Сб | Вс |
|    |    |    | 1  | 2  | 3  | 4  |
| 5  | 6  | 7  | 8  | 9  | 10 | 11 |
| 12 | 13 | 14 | 15 | 16 | 17 | 18 |
| 19 | 20 | 21 | 22 | 23 | 24 | 25 |
| 26 | 27 | 28 | 29 | 30 | 31 |    |

## События
- В Кембриджском университете Морис Уилкс создал первый практический программируемый компьютер EDSAC.

### Январь
- 1 января
  - В Киеве выпущен первый советский серийный бытовой магнитофон «Днепр».
  - Прекращены военные действия в Кашмире между Индией и Пакистаном[1].
  - Лидер партии Гоминьдан Чан Кайши предложил начать переговоры с Коммунистической партией Китая[2].
  - Перепись населения в ВВР[3].
- 10 января — в Ленинграде открылась Всероссийская оптовая ярмарка. Проходила до 20 января[4].
- 17 января — над Атлантическим океаном пропал[англ.] самолёт Avro Tudor IV «Star Aerial» компании BSAA.
- 17 января — 2 октября — судебный процесс против лидеров Коммунистической партии США.
- 18 января — в Москве представителями правительств СССР, Румынской Народной Республики, Венгрии, Болгарии, Польши и Чехословакии[чеш.] подписан Протокол о создании Совета экономической взаимопомощи (СЭВ)[5].
- 20 января
  - Гарри Трумэн вступил в должность президента США на новый срок и провозгласил программу «технической помощи» развивающимся странам.
  - В Лаосе создана первая «пропагандистская» вооружённая группа «Латсавонг» под руководством Кейсона Фомвихана, ставшая основой будущей Освободительной армии Лаоса[6].
- 25 января — Чан Кайши на объединённом совещании правительства и Главного военного совета в Нанкине признал потерю Маньчжурии в Северном Китае[7].
- 31 января — Народно-Освободительная Армия Китая без боя вступила в Пекин[8].

### Февраль
- 1 февраля — Венгерский национальный фронт независимости (коалиция партий), действовавший под руководством Венгерской партии труда, реорганизован в Венгерский народный фронт независимости[9].
- 3 февраля — в Венгрии начался процесс по делу кардинала Йожефа Миндсенти[3].
- 4 февраля — совершено неудачное покушение на шаха Ирана Мохаммеда Резу Пехлеви[10].
- 8 февраля — на процессе в Венгрии кардинал Йожеф Миндсенти приговорён к пожизненному заключению[3].
- 12 февраля — в Каире неизвестным застрелен лидер запрещённой ассоциации «Братья-мусульмане» шейх Хасан аль-Банна[11].
- 14 февраля — президентом Португалии переизбран маршал Ошкар Кармона.
- 15 февраля — Политбюро ЦК ВКП(б) приняло постановление «Об антипартийных действиях члена ЦК ВКП(б) товарища Кузнецова А. А. и кандидатов в члены ЦК ВКП(б) тт. Родионова М. И. и Попкова П. С.». Кузнецов, Родионов и Попков сняты со своих постов и получили другие назначения. Начало Ленинградского дела[12].
- 21 февраля — Албания принята в Совет экономической взаимопомощи[13].
- 24 февраля — подписано временное соглашение о перемирии между Израилем и Египтом[14].

### Март
- 2 марта — единственный китайский крейсер «Чунцин» отплыл из Шанхая и перешёл на сторону НОАК в Вэйхае[15].

- 3 марта
  - В Кантоне председатель Исполнительного Юаня Сунь Фо распустил правительство и передал власть в гоминьдановском Китае в руки генерала Хэ Инциня[15].
  - В Венгрии буржуазные Демократическая и Радикальная партии объединились в Венгерскую радикальную партию и вступили в Народный фронт[3].
  - В Челябинской области в результате массового сброса комбинатом «Маяк» в р. Теча высокоактивных жидких радиоактивных отходов облучению подверглись около 124 тысяч человек[16].
- 5 марта — с поста председателя Госплана СССР снят Н. А. Вознесенский[17].
- 11 марта — принята новая, перонистская, Конституция Аргентины. Действие Конституции 1853 года прекращено[18].
- 15 марта — открылся I съезд Народного фронта Венгрии[3].
- 17 марта — в Москве подписан договор о совместной безопасности между КНДР и коммунистическим Китаем.
- 23 марта — подписано временное соглашение о перемирии между Израилем и Ливаном[14].
- 25 марта — португальская полиция арестовала руководителей Португальской коммунистической партии Милитана Рибейру и Алвару Куньяла[19].
- 30 марта — военный переворот в Сирии. К власти пришёл начальник генерального штаба армии полковник Хусни аз-Займ, президент Шукри Аль-Куатли эмигрировал в Египет[20].

### Апрель
- 1 апреля — в Бэйпине начались переговоры между делегациями гоминьдана и КПК[2].
- 3 апреля — подписано временное соглашение о перемирии между Израилем и Иорданией[14].
- 4 апреля — подписан Североатлантический договор между США, Великобританией, Францией, Канадой и другими странами, послуживший основой для создания военно-политического союза НАТО.
- 7 апреля — партии Народного фронта Венгрии приняли решение распустить Государственное собрание и провести новые выборы по списку фронта[21].
- 15 апреля — завершены переговоры в Бейпине между китайскими коммунистами и правительством Гоминьдана. Выработан проект соглашения о внутреннем мире[2]. (Поскольку гоминьдановское правительство отказалось утвердить соглашение, 21 апреля 1949 года НОАК возобновила наступление, форсировав р. Янцзы.[22])
- 16 апреля — Венгрия и Чехословакия подписали Договор о дружбе, сотрудничестве и взаимопомощи[3].
- 17 апреля — истёк срок ультиматума КПК с требованием к гоминьдановской армии капитулировать в течение 5 дней. Начата подготовка к форсированию Янцзы[23].
- 20 апреля — артиллерия НОАК подбила на Янцзы британский фрегат «Аметист» и обстреляла британскую флотилию во главе с крейсером «Лондон»[24].
- 21 апреля — Коммунистические войска форсировали Янцзы[25].
- 23 апреля
  - Взятие Нанкина 3-й полевой армией (командующий — Лю Бочэн) китайских коммунистов[25].
  - Чан Кайши вылетел из Нанкина на Тайвань, Хэ Инцинь — в Кантон[24].
- 27 апреля — в СССР на аэростате «СССР ВР-79» П. П. Полосухин и А. Ф. Крикун поднялись на высоту 12 километров 100 метров[26].

### Май
- 3 мая — НОАК вошла в центр провинции Чжэцзян город Ханчжоу и в центр провинции Ганьсу город Ланьчжоу[27].
- 4 мая — в авиакатастрофе в полном составе погибла команда футбольного клуба «Торино».
- 5 мая — создан Совет Европы.
- 11 мая
  - 4-я полевая армия Линь Бяо штурмом взяла Ухань[27].
  - В «золотом матче» чемпионата Южной Америки по футболу (начавшегося 3 апреля) сборная Бразилии разгромила Парагвай со счётом 7:0 и в третий раз стала чемпионом континента. Через год эта бразильская команда заняла второе место на домашнем чемпионате мира.
- 13 мая — Катастрофа Ил-12 под Новосибирском.
- 15 мая — досрочные выборы в Государственное собрание Венгрии по единому списку Народного фронта[3].
- 16 мая — раскол в оппозиционном движении «Свободный Лаос». Принц Кхаммао и Катай Сасорит исключили принца Суфанувонга из правительства «Свободного Лаоса», находившегося в изгнании в Таиланде[28].
- 20 мая НОАК вошла в Сиань[29]. В тот же день началось общее наступление НОАК на Шанхай[30].
- 23 мая — образование ФРГ.
- 27 мая — Гоминьдановские войска сдали коммунистам Шанхай[31].
- 30 мая — арестован Ласло Райк — заместитель генерального секретаря ЦК ВКП, министр внутренних дел и министр иностранных дел ВНР[32].

### Июнь
- 2 июня — 2-я полевая армия НОАК (командующий — Чэнь И) заняла порт Циндао[33].
- 4 июня в Албании расстрелян лидер Восстания Жапокики Байрам Камбери.
- 6 июня — между СССР и Монгольской Народной Республикой подписано соглашение об учреждении акционерного общества «Улан-Баторская железная дорога»[34].
- 7 июня — при вынужденном приводнении у берегов Пуэрто-Рико разбился Curtiss-Wright C-46D-5-CU, погибли 53 человека.
- 10 июня — в Венгрии сформировано второе правительство Иштвана Доби[3].
- 15 июня — в Пекине создан подготовительный комитет по созыву Народного политического консультативного совета Китая (НПКСК).
- 19 июня — в Венгрии начался процесс по делу Ласло Райка, Тибора Сёньи и других обвиняемых[3].
- 25 июня — в Пхеньяне открылся учредительный съезд Единого демократического отечественного фронта (ЕДОФ), объединившего 70 политических партий и организаций под эгидой Трудовой партии Кореи[35].
- 30 июня — Коммунистическая партия Кореи, Новая народная партия Кореи и другие левые формирования образовали Трудовую партии Кореи, с Председателем ЦК действующего главы КНДР Ким Ир Сена.

### Июль
- 1 июля — в Демократической Республике Вьетнам принят декрет о конфискации земель, принадлежавших французам и сотрудничавшим с ними вьетнамцам. Земли переданы во временное пользование беднейшим крестьянам[36].
- 2 июля — ночной прорыв дамбы в районе Кварели (Грузинская ССР) привёл к затоплению жилого городка 34-й воздушной армии ВВС СССР, погибли 46 человек, из них 25 детей.
- 8 июля — переворот в Лхасе. Тибет провозгласил независимость от Китая.
- 10 июля — оползень, вызванный землетрясением, полностью уничтожил город Хаит (Таджикская ССР); все его жители погибли[37].
- 12 июля — Катастрофа C-46 под Голливудом, погибли 35 человек.
- 14 июля — в Демократической Республике Вьетнам принят декрет о снижении арендной платы за землю на 25 %[36].
- 16 июля — в Китае создано Всекитайское общество китайско-советской дружбы.
- 19 июля — в Париже президент Франции Венсан Ориоль и король Лаоса Сисаванг Вонг подписали франко-лаосскую Генеральную конвенцию, признававшую Лаос независимым государством, присоединившимся к Французскому Союзу[28].
- 20 июля — подписано временное соглашение о перемирии между Израилем и Сирией[14].
- 21 июля — в районе деревни Марга (Иркутская область)) разбился грузопассажирский самолёт «Ил-12», погибли 13 человек[38].
- 26 июля — по требованию короля Фарука ушёл в отставку премьер-министр Египта Ибрагим Абдель Хади-паша. Новым премьер-министром назначен Хусейн Сирри-паша, сформировавший коалиционный кабинет (партии Вафд, СААД, Либерально-конституционная, ВАТАН и независимые).
- 27 июля — в Кашмире установлена линия прекращения огня между Индией и Пакистаном. Северная и северо-западная части Кашмира остались под контролем Пакистана[1].

### Август
- 5 августа — землетрясение в городе Амбато (Эквадор) унесло жизни более 5 тысяч человек[39].
- 11 августа — правитель Тибета Далай-лама XIV объявил «религиозную ламаистскую войну против коммунистов».
- 12 августа — подписаны четыре Женевские конвенции о защите жертв войны (1949).
- 13 августа — в Москве в кабинете Г. М. Маленкова арестованы А. А. Кузнецов, М. И. Родионов, П. С. Попков и другие фигуранты Ленинградского дела[17].
- 14 августа — Парламентские выборы в ФРГ.
- 18 августа — Государственное собрание Венгрии утвердило новую, социалистическую, конституцию страны[3].
- 20 августа — провозглашена Венгерская Народная Республика[40].
- 23 августа
  - В Гааге началась Конференция круглого стола с участием Нидерландов, Республики Индонезии и федерации проголландских индонезийских государств, созванная для прекращения колониальной войны и определения будущего Индонезии[41].
  - Избран первый Президиум Венгерской Народной Республики[3].
- 25 августа — Катастрофа Ил-12 под Кабанском.
- 29 августа
  - Испытание на Семипалатинском полигоне первой атомной бомбы в СССР — РДС-1.
  - Югославия обратилась к США за финансовой помощью для ликвидации последствий советской экономической блокады.

### Сентябрь
- 5 сентября — в Венгрии сформировано третье правительство Иштвана Доби[3].
- 20 сентября — сформировано первое правительство ФРГ во главе с Конрадом Аденауэром[42].
- 21 сентября — в Пекине открылась 1-я сессия Народного политического консультативного совета Китая (НПКСК). Завершилась 30 сентября[2].
- 22 сентября — в Венгрии завершился первый из т. н. «концепционных процессов» — процесс по делу Ласло Райка и ещё 19 обвиняемых. Ласло Райк приговорён к смертной казни[32].
- 23 сентября — Конгресс США принял закон «О внутренней безопасности» (закон Маккарена — Вуда).
- 28 сентября — состоялся I съезд Коммунистической партии Гватемалы[43].
- 29 сентября — войска 1-й полевой армии НОАК (командующий — Пэн Дэхуай) вступили в провинцию Синьцзян[44].
- 30 сентября — премьер-министр Королевства Лаос принц Бун Ум направил принцу Суванна Фуме письмо с предложением распустить движение «Свободный Лаос» и организовать возвращение его участников на родину под твёрдые гарантии безопасности[45].

### Октябрь
- 1 октября — образована Китайская Народная Республика[2].
- 2 октября — СССР установил дипломатические отношения с КНР, став первым иностранным государством, объявившем о признании нового Китая[46].
- 4 октября — Венгерская Народная Республика установила дипломатические отношения с КНР[3].
- 6 октября — во Франции ушло в отставку правительство радикала Анри Кея[47].
- 7 октября
  - Образование Германской Демократической Республики (ГДР)[42].
  - Президент Южной Кореи Ли Сын Ман заявил, что его армия может занять Пхеньян и ликвидировать КНДР в считанные дни.
- 10 октября — в Венгрии началась национализация крупных торговых предприятий[3].
- 11 октября
  - Временный парламент избрал Вильгельма Пика президентом ГДР[48].
  - Премьер Административного совета КНДР Ким Ир Сен выступил по радио с обращением к стране и заявил о возможности войны с Югом.
- 12 октября — сформировано Временное правительство ГДР во главе с Отто Гротеволем[48].
- 14 октября — Коммунистической армией взят Гуанчжоу — последний крупный оплот Гоминьдана на континенте. В тот же день НОАК вышла на границу Гонконга[49].
- 15 октября — в эпоху массовых репрессий и «борьбы с сионизмом» в Венгрии расстрелян Ласло Райк, венгерский коммунист, государственный и политический деятель ВНР, на момент ареста — заместитель генерального секретаря ЦК ВКП, министр внутренних дел и министр иностранных дел[50].
- 17 октября — НОАК заняла порты Сватоу и Амой на побережье Южно-Китайского моря[49].
- 18 октября — в Чехословакии ограничено монастырское землевладение[51].
- 19 октября — распущено правительство движения «Свободный Лаос» в Таиланде[45].
- 25 октября — самораспустилось оппозиционное движение «Свободный Лаос»[45].
- 27 октября — арестован бывший председатель Госплана СССР Н. А. Вознесенский[17].
- 28 октября — во Франции сформирован кабинет во главе с христианским демократом Жоржем Бидо[47].
- 29 октября — члены консультативной группы Комиссии по атомной энергии США во главе с Робертом Оппенгеймером и Энрико Ферми порекомендовали правительству США не выступать инициатором создания водородной бомбы[52].

### Ноябрь
- 1 ноября — над Вашингтоном столкнулись Douglas DC-4 компании Eastern Air Lines и боливийский истребитель P-38, погибли 55 человек. Выжил только пилот военного самолёта.
- 2 ноября — Конференция круглого стола в Гааге завершилась решением о создании формально независимой Республики Соединённых Штатов Индонезии в составе Республики Индонезии во главе с Сукарно и 15 проголландских государственных образований. Нидерланды сохранили влияние в Индонезии и контроль над Западным Ирианом[41].
- 3 ноября — в Египте сформирован новый, «нейтральный», кабинет во главе с Хусейном Сирри-пашой, который должен был провести парламентские выборы в начале 1950 года[53].
- 7 ноября:
  - Получена первая нефть на Нефтяных Камнях, старейшей в мире морской нефтяной платформе;
  - Вступила в силу Конституция Коста-Рики.
- 8 ноября — в Париже подписан франко-камбоджийский договор, по которому Франция де-юре признавала независимость Королевства Камбоджа во главе с королём Нородомом Сиануком[54].
- 18 ноября — колониальная полиция Британской Нигерии расстреляла бастующих шахтёров в городе Энугу. В колонии начались массовые антибританские забастовки, демонстрации и митинги[55].
- 21 ноября
  - Генеральная Ассамблея ООН приняла решение о передаче бывшего Итальянского Сомали под режим международной опеки. Управляющей страной назначена Италия[56].
  - Генеральная Ассамблея ООН приняла решение о предоставлении независимости Ливии до 1 января 1952 года[57].
- 24 ноября — оккупированное индийскими войсками княжество Хайдарабад выразило согласие официально войти в состав Индии с 26 января 1950 года[58].
- 26 ноября — принята республиканская Конституция Индии[59].
- 28 ноября — гоминьдановское правительство эвакуировалось из Чунцина на Тайвань[49].
- 30 ноября 
  - НОАК взяла Чунцин, временную столицу гоминьдановского Китая[49].
  - Выступление президента США Гарри Трумена с угрозой применения атомного оружия в Корее.

### Декабрь
- 7 декабря — Мао Цзэдун выехал из Пекина в Москву (прибыл 16 декабря).
- 8 декабря — США объявили экономический бойкот КНР.
- 10 декабря — в Венгрии принят закон о 1-м пятилетнем плане развития народного хозяйства (1950—1955)[3].
- 11 декабря — командующий гоминьдановской группой войск в Юньнани генерал Лю Хан перешёл на сторону НОАК[49].
- 16 декабря — в Болгарии казнён бывший заместитель главы правительства Трайчо Костов, обвинённый в поддержке югославского лидера Иосипа Броз Тито[60].
- 19 декабря — отставка премьер-министра Австралии лейбориста Джозефа Бенедикта Чифли после поражения на парламентских выборах. Новым премьер-министром стал Роберт Гордон Мензис от коалиции Либеральной и Аграрной партий. Мензис останется на посту до 1966 года[61].
- 21 декабря — в СССР торжественно отметили 70-летие И. В. Сталина.
- 27 декабря
  - 1-я полевая армия НОАК вошла в Чэнду[62].
  - Принята новая конституция Индонезии[63].
  - В Анкаре заключено Соглашение о культурном сотрудничестве между США и Турцией, предусматривавшее, в том числе, обучение турецких студентов в США[64].
- 28 декабря — в Венгрии национализированы все предприятия, на которых работало более 10 рабочих[3].
- 30 декабря — президент США Гарри Трумэн утвердил директиву СНБ 48/2, по которой США должны были пользоваться любыми разногласиями между СССР и КНР.

## Персоны года
Человек года по версии журнала Time — Уинстон Черчилль, британский государственный и политический деятель («Человек первой половины века»).

## Родились
См. также: Категория:Родившиеся в 1949 году

### Январь
- 1 января
  - Абдумалик Абдулладжанов, премьер-министр Таджикистана (21 сентября 1992 —18 декабря 1993).
  - Николай Москаленко (ум. 2004), советский космонавт и лётчик-испытатель.
- 4 января — Тамара Нетыкса — российская разведчица-нелегал, полковник Службы внешней разведки в отставке.
- 12 января — Харуки Мураками, японский писатель.
- 27 января — Збигнев Рыбчинский, польский режиссёр и оператор.
- 28 января — Грегг Попович, американский баскетбольный тренер.
- 29 января — Евгений Ловчев, советский футболист.

### Февраль
- 1 февраля — Михаил Долгинин, советский и российский актёр театра и кино. Заслуженный артист РСФСР.
- 8 февраля — Ирина Муравьёва, советская и российская актриса театра и кино, народная артистка России.
- 8 февраля — Михаил Борисов, советский и российский режиссёр, актёр. (ум. 2020).
- 14 февраля — Николай Ерёменко-младший, советский и российский актёр театра и кино, народный артист России (ум. 2001).
- 22 февраля — Ники Лауда, австрийский автогонщик.

### Март
- 3 марта — Юри Аллик, видный современный эстонский психолог.
- 5 марта — Талгат Нигматуллин, известный советский киноактёр, кинорежиссёр (ум. в 1985).
- 8 марта — Темирхан Досмухамбетов, министр туризма и спорта Республики Казахстан.
- 15 марта — Николай Емельянович Аксёненко, российский политический деятель, министр путей сообщения в 1997—2002 годах (ум. в 2005).
- 17 марта — Патрик Даффи, американский телевизионный актёр ирландского происхождения.
- 17 марта — Бернар Фарси, французский комедийный актёр. Известен по фильмам Такси где играл комиссара Жибера.
- 18 марта — Борис Грачевский, художественный руководитель творческого объединения киножурнала «Ералаш» (ум. в 2021).
- 19 марта — Валерий Леонтьев, советский и российский певец.
- 19 марта — Павел Палажченко, советский и российский переводчик, долгое время работавший с М. С. Горбачёвым.
- 21 марта — Славой Жижек, словенский философ.
- 22 марта — Фанни Ардан, французская киноактриса.
- 26 марта — Патрик Зюскинд, немецкий писатель и киносценарист.

### Апрель
- 7 апреля — Валентина Матвиенко, губернатор и председатель Правительства Санкт-Петербурга, председатель Совета Федерации Федерального Собрания Российской Федерации.
- 12 апреля — Юрий Куклачёв, советский и российский артист цирка, ковёрный клоун, дрессировщик кошек.
- 15 апреля — Алла Пугачёва, советская и российская поп-певица, актриса, телеведущая, режиссёр, писатель, предприниматель.
- 20 апреля
  - Вероника Картрайт, британская киноактриса.
- Джессика Лэнг, американская актриса театра, кино, телевидения.

### Май
- 9 мая — Билли Джоэл, американский автор-исполнитель песен и пианист, один из наиболее продаваемых артистов в США за всю историю страны.
- 15 мая — Фрэнк Ли Калбертсон-мл., американский астронавт и лётчик-испытатель.
  - Николай Худиев, советский футболист, защитник и российский тренер.
- 19 мая — Елена Прудникова, советская и российская актриса театра и кино.
- 21 мая — Любовь Полищук, советская и российская актриса театра и кино (ум. 2006).
- 24 мая — Роджер Дикинс, британский оператор, 13 раз номинант на премию «Оскар».
- 25 мая:
  - Фрэнсис Росси, солист группы Status Quo.
  - Владимир Жданов, российский общественный деятель, пропагандист трезвого образа жизни.
- 31 мая — Хил Радж Регми, непальский политик, премьер-министр Непала с 2013 года по 2014.

### Июнь
- 13 июня — Виктор Бондаренко, советский футболист, защитник, нападающий. Позже — российский тренер. Мастер спорта СССР (1971).
- 18 июня:
  - Лех Качиньский, президент Польши (2005—2010) (ум. 2010); брат-близнец Ярослава Качиньского.
  - Ярослав Качиньский, польский политик; основатель и председатель правящей консервативной партии «Право и справедливость» (ПИС); брат-близнец погибшего в 2010 году в авиакатастрофе в Смоленске президента Польши Леха Качиньского.
- 22 июня — Мерил Стрип, американская киноактриса, обладательница трёх премий Оскар.
- 28 июня — Александр Панкратов-Чёрный, советский и российский актёр.

### Июль
- 12 июля — Павел Лунгин, советский и российский сценарист и кинорежиссёр.
- 26 июля — Роджер Тейлор, английский рок-музыкант, ударник группы Queen.

### Август
- 1 августа — Курманбек Бакиев, киргизский политик, 2-й президент Киргизии.
- 5 августа — Александр Токмаков, композитор, поэт, музыкант. Заслуженный артист Российской Федерации (с 1999 года).
- 7 августа — Климент (Капалин), митрополит Калужский и Боровский, был вторым кандидатом на выборах патриарха Московского и всея Руси во время Поместного собора 2009 года. Богослов, историк.
- 12 августа — Марк Нопфлер, британский рок-музыкант, певец и композитор, один из сооснователей группы Dire Straits.
- 25 августа — Джин Симмонс, американский рок-музыкант, певец и композитор, один из основателей группы Kiss.
- 31 августа — Ричард Гир, американский киноактёр, обладатель премии Золотой глобус.

### Сентябрь
- 3 сентября — Андрей Терехов, профессор Санкт-Петербургского государственного университета, российский ИТ-предприниматель
- 12 сентября — Ирина Роднина, советская фигуристка, трёхкратная олимпийская чемпионка, российский общественный деятель.
- 25 сентября — Педро Альмодовар, испанский кинорежиссёр.
- 28 сентября — Виллем Терхорст, рок-музыкант, участник коллектива Normaal.

### Октябрь
- 3 октября — Александр Рогожкин, советский и российский кинорежиссёр.
- 8 октября — Сигурни Уивер, американская актриса и продюсер, приобрела широкую известность после исполнения роли Эллен Рипли, главной героини серии фильмов «Чужой».
- 14 октября — Нана Иашвили, советская и грузинская скрипачка и педагог, заслуженная артистка Грузинской ССР, народная артистка Грузинской ССР.
- 21 октября — Биньямин Нетаньяху, израильский общественный и политический деятель, премьер-министр Израиля в период с 1996 по 1999 год, действующий премьер-министр Израиля (с 2009 года), Лидер партии Ликуд.
- 22 октября — Арсен Венгер, французский футбольный тренер.

### Ноябрь
- 3 ноября — Александр Градский, советский и российский певец и композитор (ум. в 2021).
- 5 ноября —Валерий Привалихин, советский, российский писатель, журналист.
- 11 ноября — Ферди Йоли, нидерландский гитарист-виртуоз.
- 14 ноября — Владимир Торлопов, российский государственный деятель, глава Республики Коми с 2002 по 2010 год.
- 19 ноября — Игорь Назарук, советский и российский композитор, джазовый музыкант.

### Декабрь
- 1 декабря — Пабло Эскобар, колумбийский наркобарон и террорист (ум. в 1993).
- 11 декабря — Борис Щербаков, советский и российский актёр театра и кино, народный артист России (1994).
- 26 декабря — Михаил Боярский, советский и российский актёр театра и кино, певец, Народный артист РСФСР (1990).

## Скончались
См. также: Категория:Умершие в 1949 году
- 18 февраля — Нисето Алькала Самора-и-Торрес — премьер-министр Испании в 1931 году, президент Испании в 1931—1936 годах.
- 11 марта — Анри Жиро, французский военачальник, генерал (род. 1879).
- 18 апреля — Ульрих Сальхов, шведский фигурист, олимпийский чемпион (1908 год), 10-кратный чемпион мира (1901—1905, 1907—1911), 9-кратный чемпион Европы. Крупнейший деятель шведского и международного спортивного движения (род. 1877).
- 6 мая — Морис Метерлинк, бельгийский поэт, драматург и философ (род. 1862).
- 18 мая — Николай Александрович Семашко, советский партийный и государственный деятель, нарком здравоохранения в 1918—1930 годах (род. 1874).
- 12 июля — Дуглас Хайд, первый президент Ирландии (род. 1860).
- 30 сентября — Пётр Степанович Комаров, советский поэт, лауреат Сталинской премии (род. 1911).
- 17 октября — Фёдор Иванович Толбухин, советский военачальник, Маршал Советского Союза, Герой Советского Союза (род. 1894).
- 29 октября — Георгий Иванович Гурджиев, кавказский философ-мистик.
- 15 декабря — Алиса Бейли, американский эзотерик и писатель.

## Нобелевские премии
- Физика — Хидэки Юкава — «За предсказание существования мезонов на основе теоретической работы по ядерным силам».
- Химия — Уильям Джиок — «За вклад в химическую термодинамику, особенно в ту её область, которая изучает поведение веществ при экстремально низких температурах».
- Медицина и физиология — Э. Мониш за разработку техники пересечения связей лобных долей с остальным мозгом (лоботомии).
- Литература — Уильям Фолкнер — «За его значительный и с художественной точки зрения уникальный вклад в развитие современного американского романа».
- Премия мира — Джон Бойд Орр — «В знак признания его заслуг не только в деле освобождения человечества от нужды, но и в создании основ мирной кооперации между классами, нациями и расами».